# Lego Dino Attack
Lego Dino Attack var en produktlinje produceret af den danske legetøjskoncern LEGO. Serien blev lanceret i 2005 og indeholder sæt, hvor mennesker i forskellige fartøjer forsøger at bekæmpe dinosaurer. Det senere tema Lego Dino fra 2012 minder om serien.

## Sæt
| Nummer | Navn                              |
| ------ | --------------------------------- |
| 7473   | Street Sprinter vs. Mutant Lizard |
| 7474   | Urban Avenger vs. Raptor          |
| 7475   | Fire Hammer vs. Mutant Lizards    |
| 7476   | Iron Predator vs. T-Rex           |
| 7477   | T-1 Typhoon vs. T-Rex             |